# Ahlefeldt

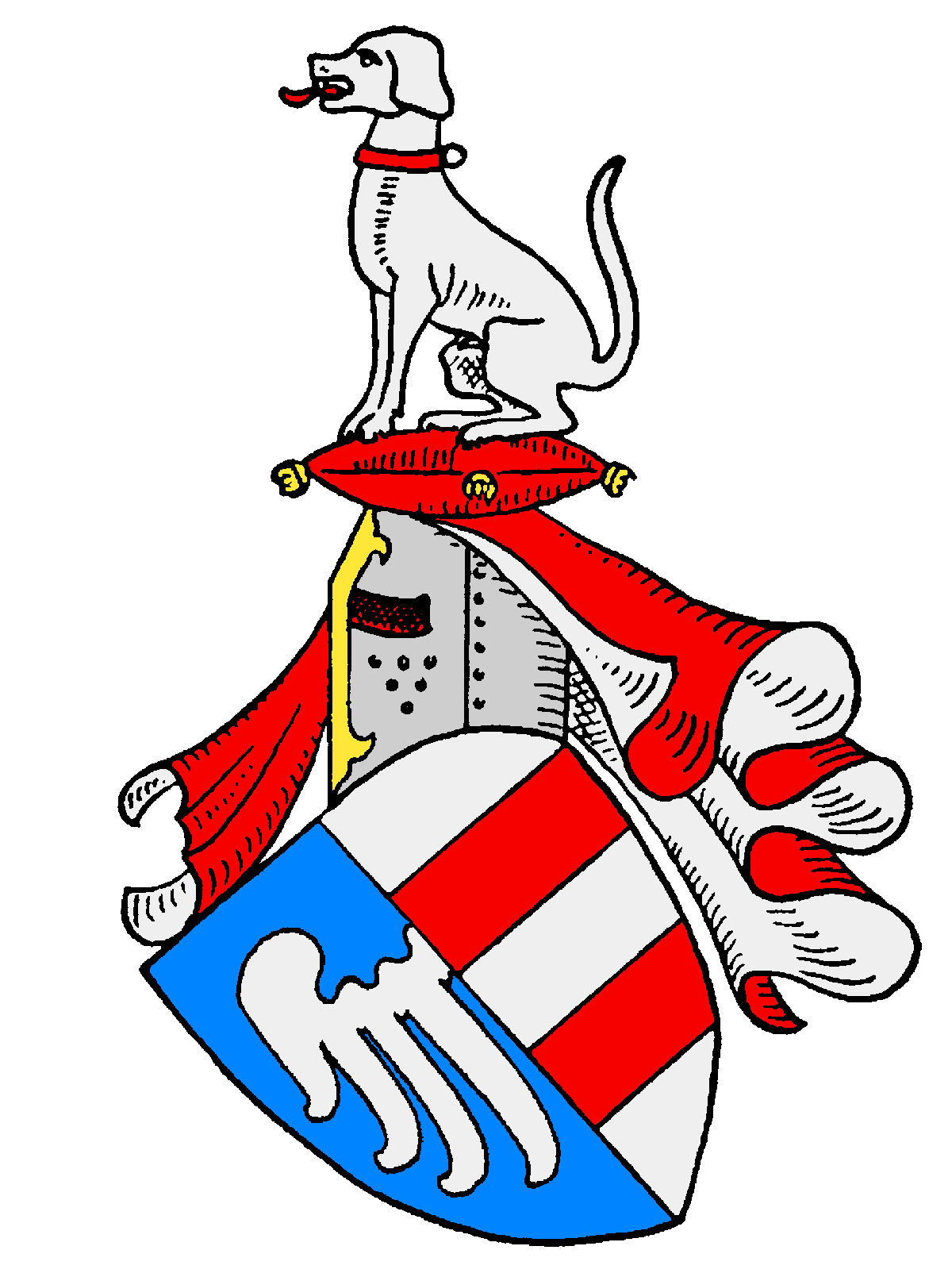
Stemma Ahlefeldt

Benedikt von Ahlefeldt (1679-1757)

La famiglia von Ahlefeld è una famiglia danese naturalizzata tedesca.

## Storia

### Origini
Prime notizie se ne hanno già nel 1152, quando un certo conte Hunold (Hunuldus comes de Schwabeck), di origini sveve, acquistò i terreni di Balthausen e Schwabeck da suo zio Konrad (Conradus baro ab Ahlefeld); in questo documento, legalizzato dal conte Ermanno II di Winzenburg e dal re Sweyn III di Danimarca, appare per la prima volta il cognome Ahlefeld. Successivamente gli Ahlefeld divennero signori di Ahlefeld e Rumohr, con i fratelli Benedictus et Sacco de Prodole (Benedikt e Schack di Perdöhl) tra il 1220 e il 1221. In questo periodo, Benedictus de Alevende senior (morto nel 1380) fu conestabile del re danese Valdemaro IV e ricevette i possedimenti di Seegaart presso Kiel.

### XVII secolo
Il 7 maggio 1672 Cristiano V di Danimarca elevò Burchard von Ahlefeld al rango comitale assieme a tutta la sua famiglia; il 14 dicembre 1665 Friedrich, governatore dello Schleswig, fu nominato dall'imperatore Reichsgraf (Conte del Sacro Romano Impero) e ricevette la signoria sovrana di Réchicourt-le-Château in Lorena (che la famiglia tenne dal 1669 al 1751); altri membri della famiglia divennero baroni dell'impero con la signoria di Mörsberg e altri, il titolo di langravio di Langeland e successivamente il medesimo titolo in Norvegia (allora uno dei cosiddetti regni gemelli essendo unito a quello danese) a Laurvingen o Laurvig (oggi Larvik), prendendo così la famiglia il nome di Ahlefeldt-Laurvig (poi Ahlefeldt-Laurvig-Bille).

### Formazione di nuovi rami
Nel 1783 il conte Carl Friedrich Ulrich (1750-1829) sposò la baronessina Sophie Charlotte Fiederike von Dehn (1769-1846), dalla quale ereditò il cognome e il titolo di barone von Dehn von Ahlefeld, dando origine ad un ramo scisso della famiglia. Nel 1837 si formò un altro ramo della famiglia: il conte Konrad von Brockdorff fu adottato dallo zio Conrad Graf von Ahlefeld, del quale prese il cognome divenendo Konrad Graf von Brockdorff-Ahlefeld.

### La famiglia oggi
Il Conte Michael Ahlefeldt-Laurvig-Bille (nato 1965), proprietario del castello di Egeskov, è marito della principessa Alessandra di Sayn-Wittgenstein-Berleburg, figlia di Benedetta di Danimarca, sorella dell'attuale Regina emerita Margherita II di Danimarca.

## Personalità storiche appartenenti alla famiglia
- Benedictus de Alevelde senior (morto nel 1380), comandante delle guardie di re Valdemaro IV di Danimarca
- Benedikt von Ahlefeld, politico
- Burchard von Ahlefeld, politico
- Carl von Ahlefeld, statista
- Charlotte von Ahlefeld, scrittrice
- Claus von Ahlefeld, militare
- Conrad Christoph von Ahlefeld, sacerdote